# Baryscapus garganus
Baryscapus garganus är en stekelart som först beskrevs av Domenichini 1958.  Baryscapus garganus ingår i släktet Baryscapus och familjen finglanssteklar. Inga underarter finns listade.